# لپناک
لپناک (به انگلیسی: Lepenac) رودخانه‌ای به‌طول ۷۵ کیلومتر است که در کوزوو، جمهوری مقدونیه جریان دارد.